# Stekelpootspinnen
Stekelpootspinnen (Zoridae) zijn een niet meer erkende familie van spinnen. De familie telde 14 beschreven geslachten en 77 soorten. Tegenwoordig zitten deze geslachten vervat in de onderfamilie Zorinae binnen de familie Miturgidae.

## Geslachten
- Argoctenus L. Koch, 1878
- Coryssiphus Simon, 1903
- Diaprograpta Simon, 1909
- Elassoctenus Simon, 1909
- Eupograpta Raven, 2009
- Hestimodema Simon, 1909
- Israzorides Levy, 2003
- Knotodo Raven, 2023
- Mituliodon Raven & Stumkat, 2003
- Miturga Thorell, 1870
- Miturgiella Raven, 2023
- Miturgopelma Raven, 2023
- Mitzoruga Raven, 2009
- Nuliodon Raven, 2009
- Odomasta Simon, 1909
- Pacificana Hogg, 1904
- Palicanus Thorell, 1897
- Parapostenus Lessert, 1923
- Prochora Simon, 1886
- Pseudoceto Mello-Leitão, 1929
- Simonus Ritsema, 1881
- Syrisca Simon, 1886
- Syspira Simon, 1895
- Systaria Simon, 1897
- Tamin Deeleman-Reinhold, 2001
- Teminius Keyserling, 1887
- Thasyraea L. Koch, 1878
- Tuxoctenus Raven, 2008
- Xantharia Deeleman-Reinhold, 2001
- Xeromiturga Raven, 2023
- Xistera Raven, 2023
- Zealoctenus Forster & Wilton, 1973
- Zora C. L. Koch, 1847

## Taxonomie
Voor een overzicht van de geslachten en soorten behorende tot de familie zie de lijst van stekelpootspinnen.